# معرض ومتحف فنون كيلفينغروف
معرض ومتحف فنون كيلفينغروف هو متحف ومعرض فني يقع في غلاسكو،إسكتلندا.تم افتتاحه في 1901.